# Zemplín (comune)
Zemplín (in ungherese Zemplén, in tedesco Semplin, in latino Zemplinium) è un comune della Slovacchia facente parte del distretto di Trebišov, nella regione di Košice.